# シティグループ・センター
シティグループ・センター (Citigroup Center) は、アメリカ合衆国ニューヨーク市のミッドタウンにあるシティグループの高層ビルである。以前はシティコープ・センター (Citicorp Center) と呼ばれていた。現在は、601レキシントンアベニュー (601 Lexington Avenue) と呼ばれている。

## 概要
所在地は、ニューヨーク市マンハッタン53丁目 (en) のレキシントンアベニューと3番街の間である。59階立て279mの高さで、120,000 m²の執務スペースを持つ。
その最も特徴的な形状は、屋根に45°の傾斜を持つユニークな建築様式である。 建築家のHugh Stubbins Jr.および技術者のWilliam J. LeMessurierによってシティバンクのために設計され、1977年に完成した。現在の所有者はBoston Propertiesであり、2009年に601レキシントンアベニューに改名された。

## 歴史
このビルが立地する北西の角にはセント・ピーター福音ルーテル教会 (St. Peter's Evangelical Lutheran Church) が建っている。この教会は元々は1862年に竣工し、1905年に現在の54丁目とレキシントンアベニューの角へと移転している。シティグループセンターの建設に当たって、この教会は一度解体しても良いがまた同じ場所に新築するよう要望した。こうして、このビルの4本の支柱は建物の角ではなく側面の中央に配置され、フロアまで35mの空間を空け、その下に教会を建てるという珍しい設計になっている。
ビルの開業後の1978年に、卒業論文を書くために本ビルの強度計算を行った学生から斜めからの風を受けた場合の強度が不足しているのではないかとの指摘を電話で受け、風による負荷を再計算したところ16年に1度の強風でビルが倒壊する危険性があることが判明した。このため強度補強工事を一般に知らせずに夜中を使って行い、その事実を1995年になってから一般に公表した。なお、指摘をした学生がこの事実を知ったのは一般公表後に放映されたドキュメンタリー番組を見てのことだった。
このビルの屋根が45°に傾いているのは、元々はここに太陽電池パネルを設置する予定だったためである。ところが、この向きでは太陽光をうまく拾えないことが判明し、この計画は中止になっている。

## ギャラリー

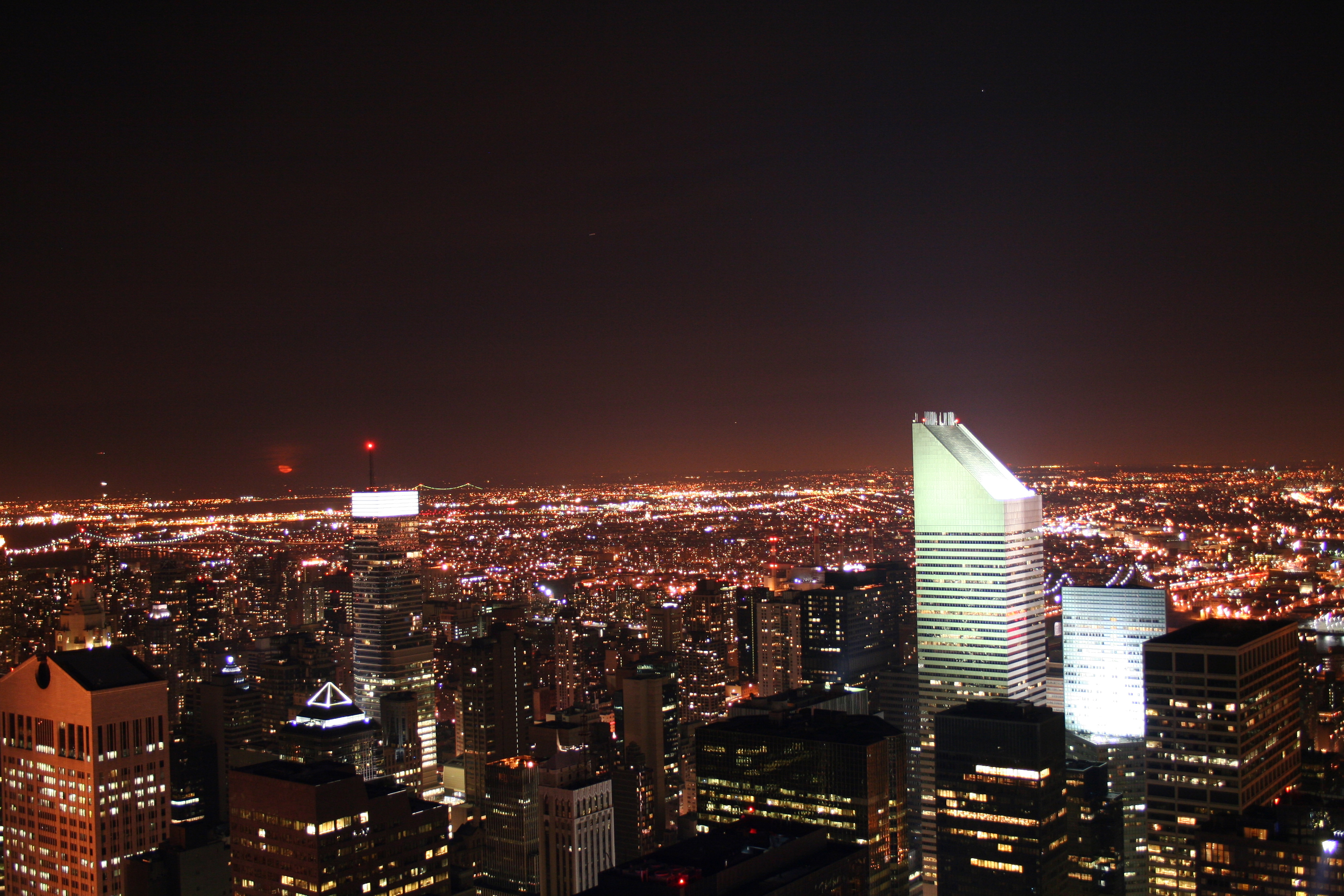
コムキャスト・ビルディングから見たシティグループセンターの夜景
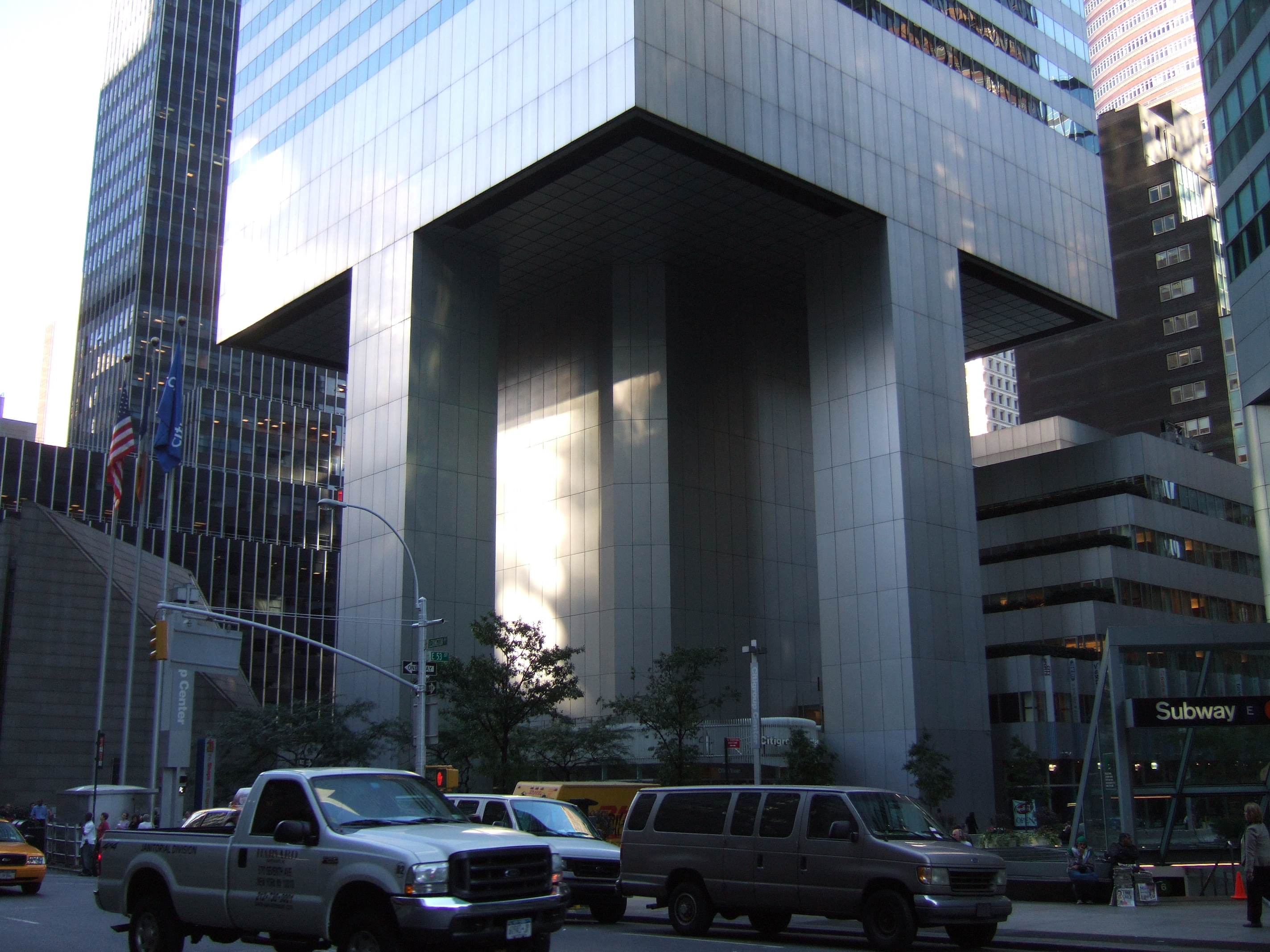
低層部分
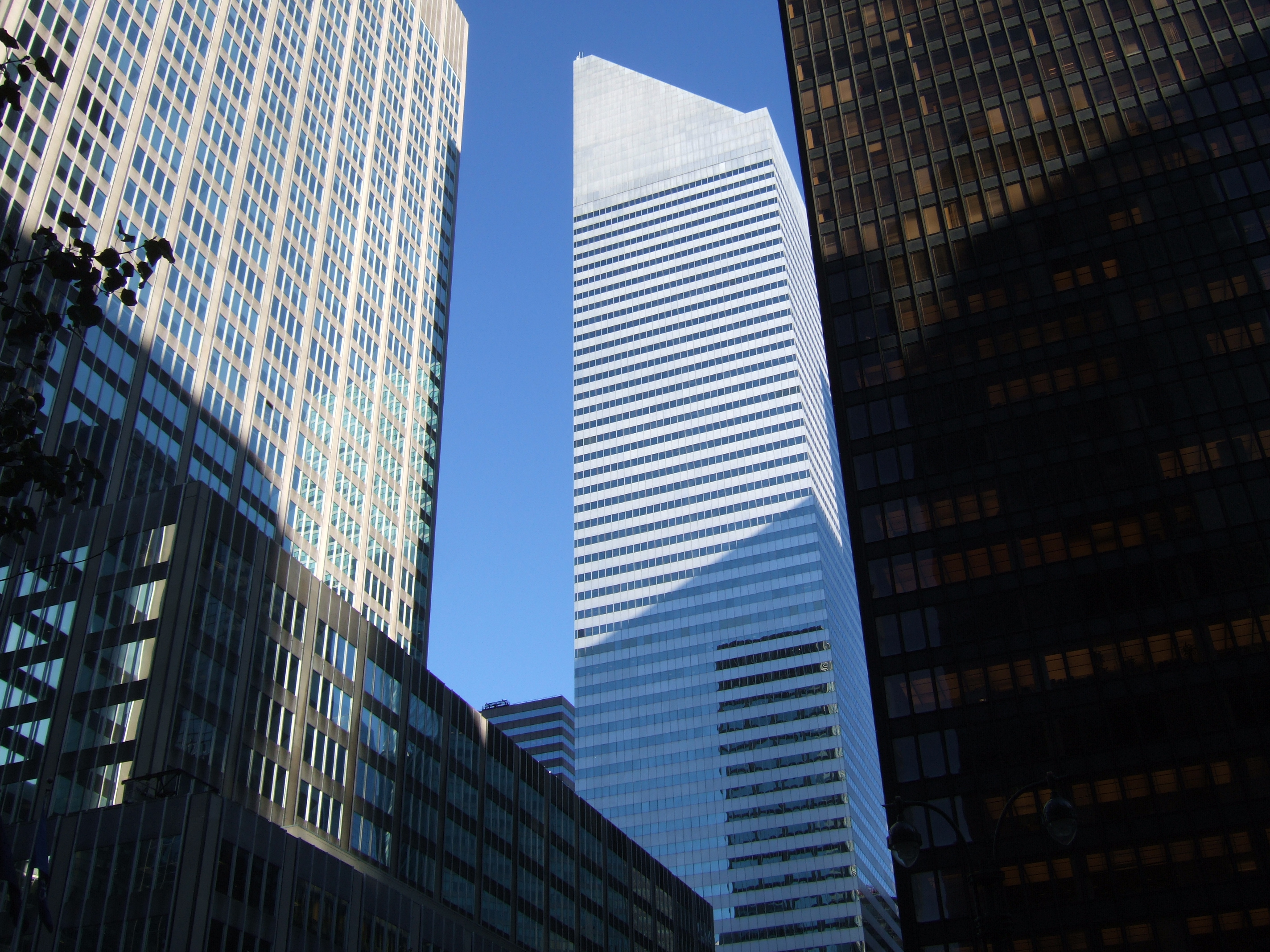
ビルの谷間から見えるシティグループセンター
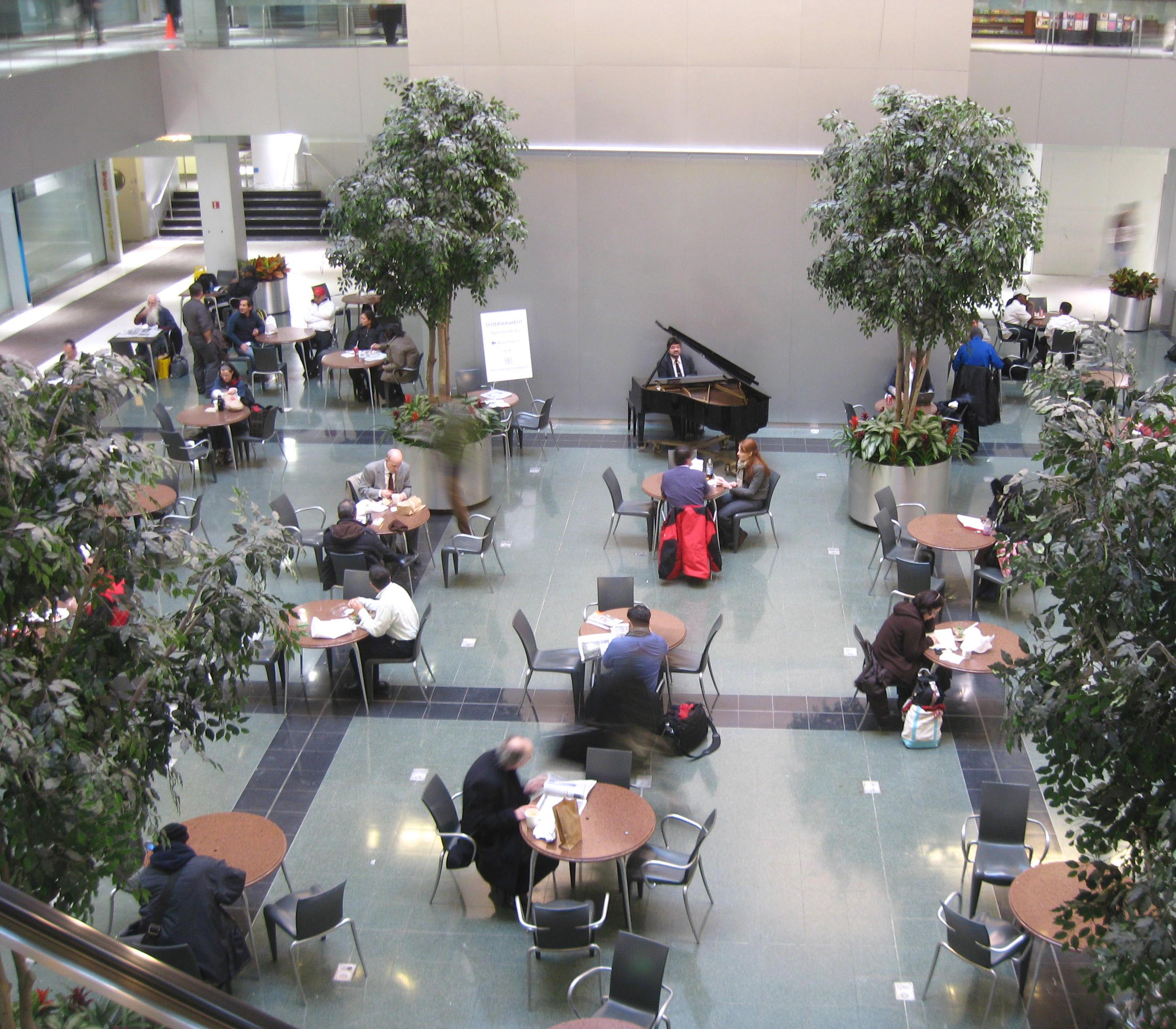
パブリックロビー